# Вісланський легіон

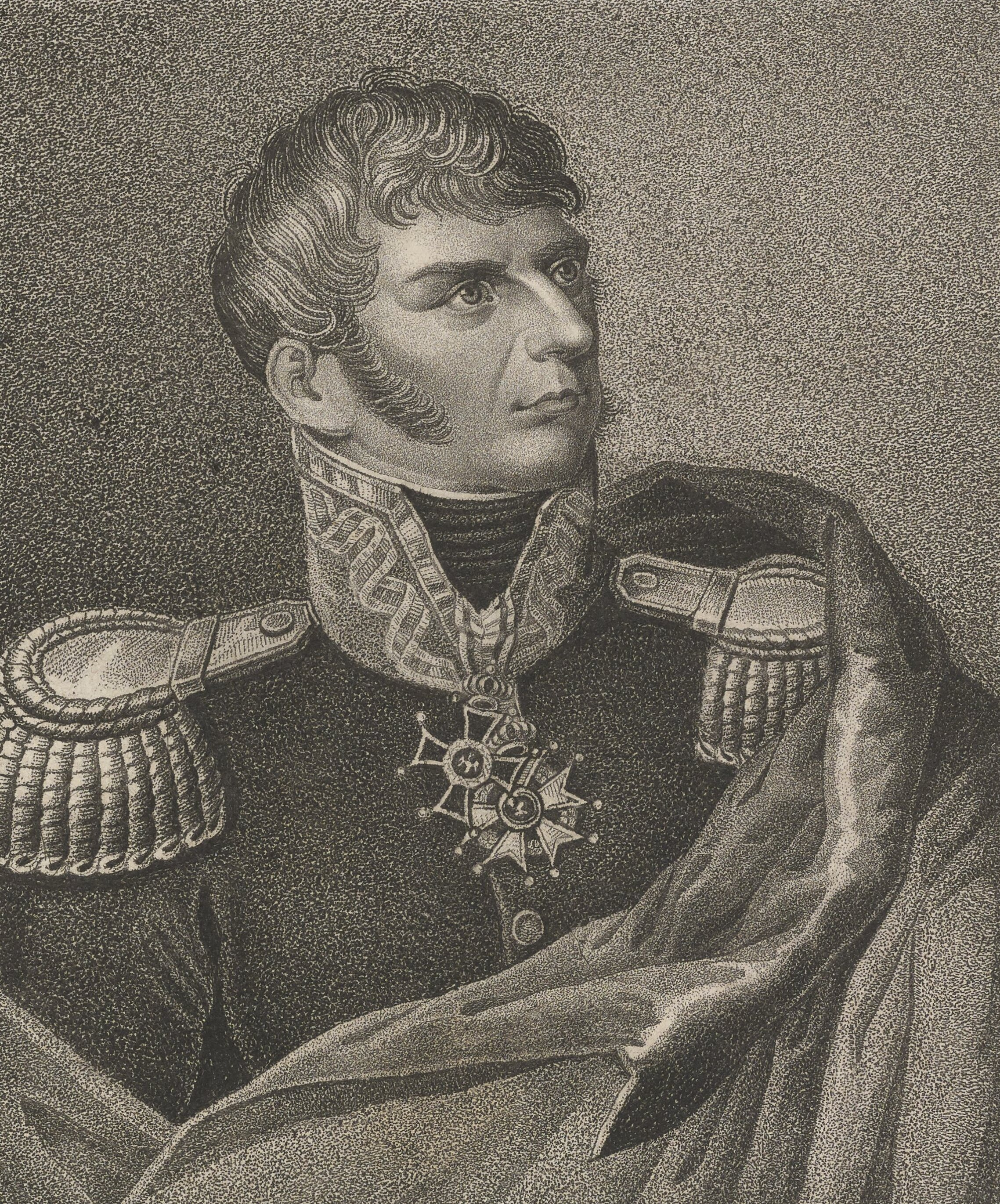
Юзеф Хлопіцький у генеральському мундирі

Вісланський легіон (пол. Legia Nadwiślańska), або Легіон Вісла — польський підрозділ, створений 31 березня 1808 року в результаті перейменування польсько-італійського легіону, який формувався з весни 1807 року за указом Наполеона у зв'язку з його переведенням на французьку службу в Вестфальське королівство. Проіснував до 18 червня 1813 року .
Спочатку він налічував 5467 вояків, а його першим командиром був генерал Юзеф Йоахім Грабінський, а з 7 червня 1808 року полковник Юзеф Хлопіцький . На відміну від 1-го кавалерійського полку, це було переважно селянське формування, а офіцерські посади зазвичай обіймала дрібна шляхта.
На підставі угоди, укладеної 10 травня 1808 року між урядом Варшавського герцогства та французьким урядом, герцогство зобов'язалося забезпечити постійне постачання рекрутів до легіона  . Легіон, організований під особистим наглядом Наполеона в Байонні, складався з трьох піхотних полків (близько 5000 солдатів) і полку уланів під командуванням Яна Конопки. Кожен полк складався з 2 батальйонів по 6 рот у кожному, перша рота була гренадерською, а остання ротою вольтижерів.
Вісланські легіонери носили темно-сині мундири і білі штани, а полки відрізнялися лише кольором комірів і лацканів. Гренадери відрізнялися червоними еполетами і червоною облямівкою на ківері, а вольтижери — жовтим кольором шнурів і еполетів.

## Бої в Іспанії
У червні 1808 року, легіон силою трьох піхотних полків був відправлений до Іспанії де з 19 червня по 14 серпня брав участь у першій облозі Сарагоси.
Під командуванням полковника Юзефа Хлопіцького легіон розгромив сили іспанського ополчення, що йшло на допомогу місту під Епілою. Також відзначився у битві під Туделою.
У бойових діях в Іспанії брали участь наступні підрозділи Вісланського легіону:
- 1-й піхотний полк Вісланського легіону,
- 2-й піхотний полк Вісланського легіону,
- 3-й піхотний полк Вісланського легіону,
- 4-й піхотний полк Вісланського легіону (з 1810 2-й Вісланський легіон),
- Вісланський уланський полк (також: кавалерійський полк легіону, польсько-італійський уланський полк легіону, полк Рожнецького, з 18 липня 1811 р. 7-й лінійний уланський полк)

Під час битв в Іспанії легіон здобув низку перемог, зокрема:
- 20 грудня 1808 — участь у другій облозі Сарагоси аж до її капітуляції,
- 15 червня 1809 р. — перемога в битві при Марі,
- 18 червня 1809 р. — допоміг здобути перемогу імператорській армії під Бельчіте,
- Січень 1810 р. — улани Легіону, зайнявши перевал Пасо-де-лос-Деспенаперрос, відкрили французькій армії шлях до Андалусії,
- 14 травня 1810 — прийняв капітуляцію обложеної Леріди,
- 21 червня 1810 — прийняв капітуляцію обложеної Таррагони,
- 16 травня 1811 — улани розбили англійську піхоту в битві при Альбуері.

## 2-й Вісланський легіон
8 липня 1809 року імператор видав указ про заснування Другого Вісланського легіону, який мав бути сформований на основі поляків, які служили в австрійській армії та потрапили у французький полон під Ваграмом. Передбачалося створити 3 піхотні полки загальною чисельністю 6 тис. вояків . Коли чисельність 2-го Вісланського легіону досягла 2200 вояків, він був перейменований у 4-й піхотний полк і в 1810 році був переведений до Іспанії, де приєднався до першого Вісланського легіону.

## Експедиція до Росії 1812 року та подальша доля легіону
3 березня 1812 року, під час підготовки до війни Наполеона з Росією, легіон був включений до складу Імператорської гвардії. Війська, сформовані з нього, пройшли весь бойовий шлях цієї кампанії, включно з відступом до Франції. У серпні 1813 року із залишків чотирьох піхотних полків Вісланського легіону був створений один під командуванням полковника Станіслава Мальчевського та приєднаний до 27-ї дивізії .19 березня 1814 року піхотний полк «Вісла», сформований із залишків польської піхоти після Лейпцизької битви, відзначився у битві при Арсі-сюр-Об. Цей полк повернувся до Польщі після зречення Наполеона.

## Галерея

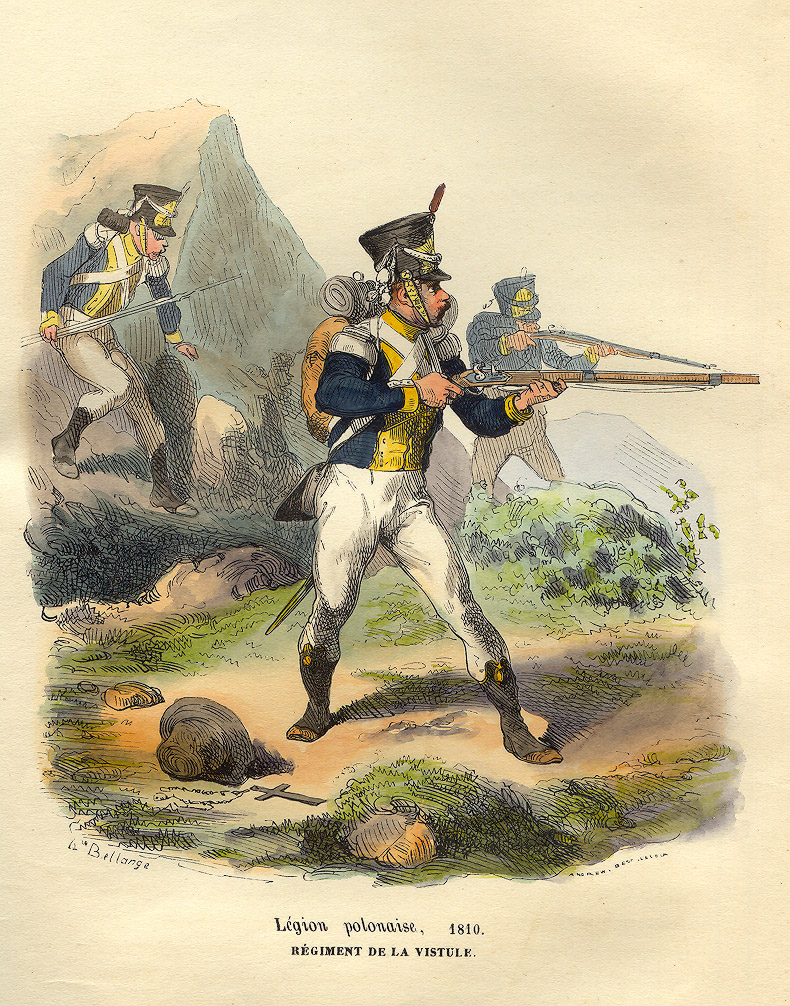
Солдат Вісланського легіону в 1810 році
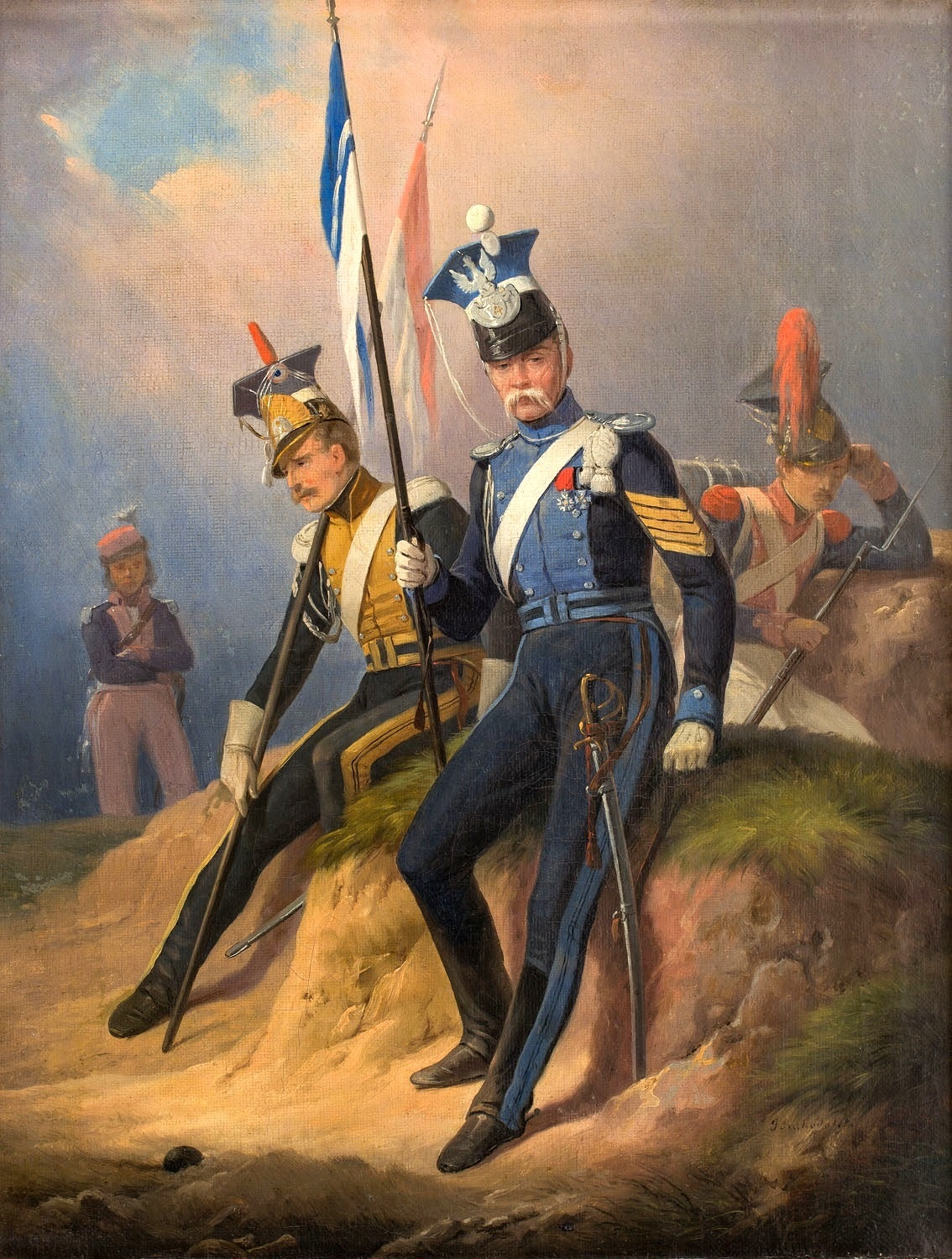
Вісланський улан (ліворуч)
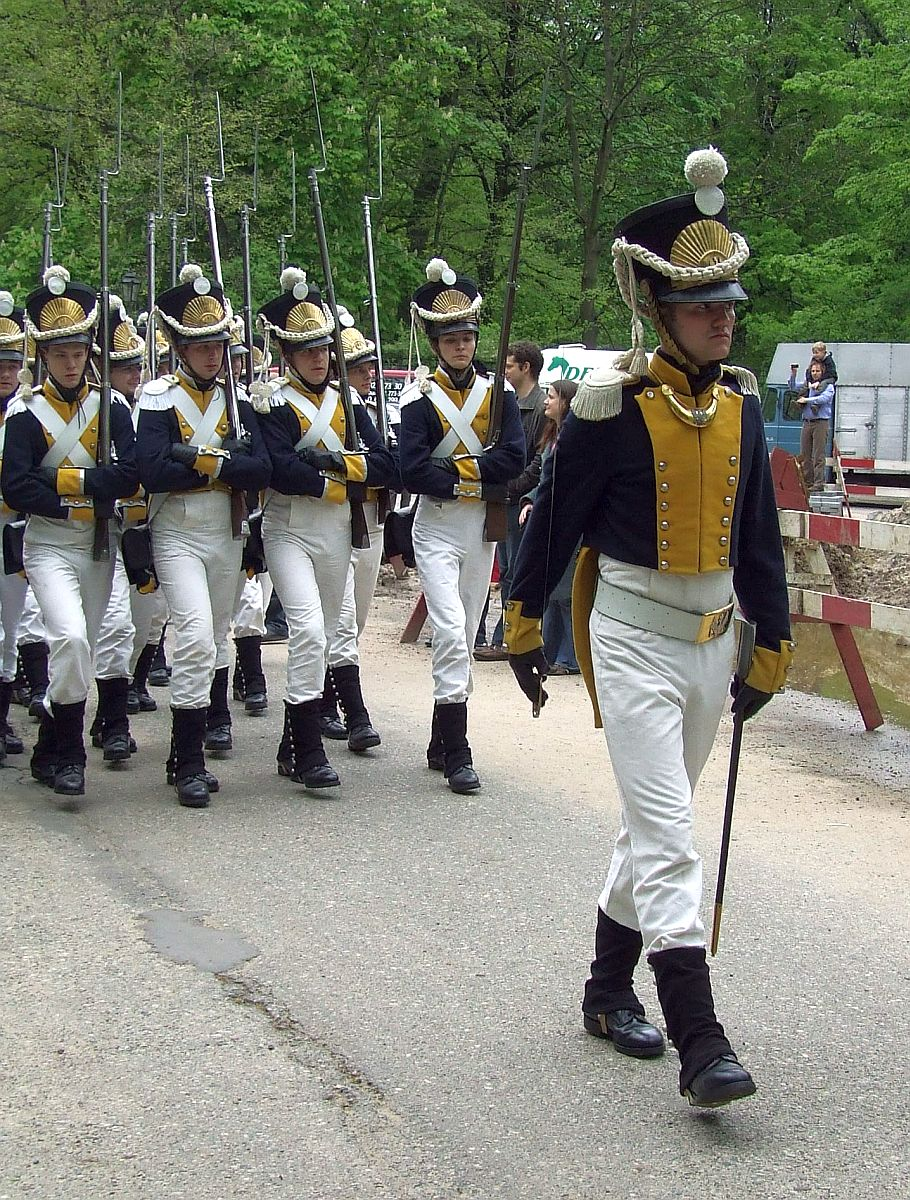
Реконструктори відтворюють 4-й піхотний полк Вісланського легіону
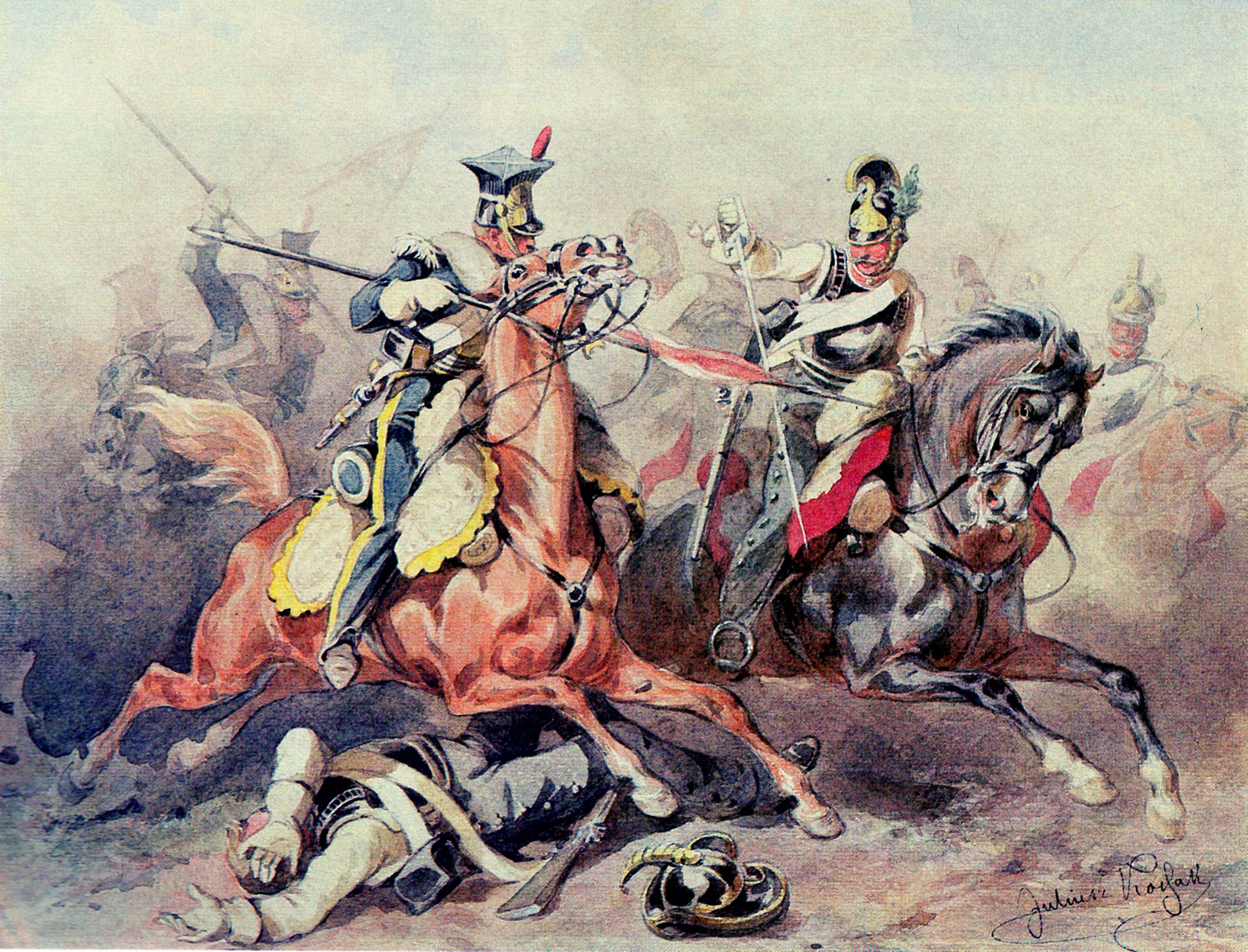
Вісланський улан та австрійський кірасир у бою